# Hapalothrix lugubris
Hapalothrix lugubris är en tvåvingeart som beskrevs av Friedrich Hermann Loew 1876. Hapalothrix lugubris ingår i släktet Hapalothrix och familjen Blephariceridae. Inga underarter finns listade i Catalogue of Life.